# Ángel Bengochea
Ángel Amado Bengochea (Saldungaray, partido de Tornquist, provincia de Buenos Aires, Argentina, 11 de enero de 1926 – Buenos Aires, Argentina, 21 de julio de 1964 ) fue un guerrillero, político y periodista trotskista que era apodado El Vasco y utilizaba los seudónimos de Maen, Sergio y Amado A. Bruggaccio. Fue un militante estudiantil, trabajó en fábricas y practicó “entrismo” en el peronismo, llegando a integrar el llamado Comando Táctico Peronista, y tuvo varias detenciones vinculadas a su actividad política. Fuertemente atraído por la Revolución cubana, se unió al grupo Palabra Obrera, donde por su posición favorable a la lucha armada polemizó con Nahuel Moreno sin llegar a una ruptura. Después de recibir entrenamiento militar en Cuba comenzó a preparar con vistas a la acción guerrillera una nueva organización, las Fuerzas Armadas de la Revolución Nacional (FARN) que realiza robos en Bancos para financiar la adquisición de armas y explosivos, pero falleció en Buenos Aires junto a otras personas en una explosión accidental de los pertrechos acumulados en un departamento de la calle Posadas.

## Primeros años
Sus padres fueron Jacinto Bengochea y Virginia Depons. Hizo  sus estudios secundarios en el Colegio Nacional de Bahía Blanca, donde fue dirigente de una agrupación estudiantil. Alrededor de 1945 ingresó al Partido Socialista, fue uno de los fundadores de la Juventud Socialista de Bahía Blanca y en 1946 siguió militando en la filial de La Plata cuando comenzó a estudiar en la Facultad de Derecho de la universidad de esa ciudad, donde conoce a Mirtha Henault, su futura esposa.

## Su ingreso al trotskismo
En 1947 la pareja integró el grupo de jóvenes disidentes entre los que estaban Milcíades Peña, José Daniel Speroni, Saúl Hecker, Horacio Lagar, Oscar Valdovinos, Domingo H. Arranz y Alberto J. Pla que se unió al trotskista Grupo Obrero Marxista (GOM) conducido por Nahuel Moreno. Habló en el acto del GOM de homenaje a León Trotski, del 22 de agosto de 1947  en el barrio porteño de La Boca y en diciembre del año siguiente fue uno de los 21 delegados que en el congreso partidario deciden transformar al GOM en Partido Obrero Revolucionario (POR) y fue  elegido para integrar el Comité Central. 
En la década de 1950 se “proletariza” e ingresa a trabajar en el Frigorífico Anglo primero y en la fábrica de productos químicos Duperial después, de donde fue despedido cuando estaba promoviendo un agrupamiento para disputar la dirección del sindicato de trabajadores químicos. En el POR fue elegido secretario general y dio el 17 de octubre de 1953 el discurso de apertura. Al año siguiente ingresó junto a los demás militantes del POR, al Partido Socialista de la Revolución Nacional (PSRN), que habían fundado en 1953 Sergio José Bagú -su primer secretario	general-,	 José Oriente Cavalieri -secretario	de organización-, Emilio Dickmann -tesorero-, Carlos María Bravo, Samuel Groisman, Bartolomé Colevatti, Santiago Flamini, Dionisio Losada, Julio Cesaroni, Juan Unamuno, Toribio Rodríguez, Pedro Juliá Luquet, Alfredo Muzzopappa, Horacio Cutrulis, Hugo Capracella,  Jorge Adolfo Jaroslavsky, Pedro Iglesias, Mario D. Bravo y Alfredo López. Esta convivencia de socialistas peronizados, trotskistas y nacionalistas obtuvo en las elecciones legislativas de 1954 8.060 votos. y desapareció al caer el gobierno en septiembre de 1955.
Bengochea estuvo entre los propagandistas de las huelgas obreras que promovieron la resistencia al gobierno surgido de la Revolución Libertadora (1955-1958), en especial en Berisso donde funcionaban los principales frigoríficos y a mediados de 1957 es delegado por la corriente morenista en el Movimiento de Agrupaciones Obreras (MAO), de frente único con el peronismo combativo. Esta misma corriente publica bajo su dirección desde el 23 de julio de 1957 el periódico Palabra Obrera ocasionándole diversos procesos y permaneciendo encarcelado durante seis meses. El grupo toma la denominación del periódico y asumió una política de “entrismo” en el peronismo combativo, participando de las acciones de la llamada “Resistencia Peronista” y Bengochea integró el Comando Táctico Peronista, junto al resto de los directores de los periódicos de la Resistencia Peronista. Mantuvo un estrecha vínculo con John William Cooke y Alicia Eguren y el GOM consideraba que en una etapa futura los obreros se radicalizarían, romperían  con los dirigentes sindicales y partidarios y se sumaran al camino revolucionario que les indicaba el trotskismo. Siguiendo su táctica “entrista”, apoyó la candidatura presidencial de Arturo Frondizi cumpliendo la orden de Perón. En enero de 1959, ya en la presidencia de Arturo Frondizi, participó en la toma del Frigorífico Lisandro de la Torre que pretendía impedir su privatización y fue encarcelado,  primero en un buque y luego en la cárcel de la Avenida Caseros por varios meses. Fue el inicio de la decepción de Bengochea con el peronismo y la política entrista: las bases peronistas carecían del potencial revolucionario que había imaginado y  el trotskismo, como vanguardia ideológica, no tenía capacidad para “implantarles” una “conciencia revolucionaria”.
En el Primer Congreso de Palabra Obrera, realizado entre el 15 y el 17 de agosto de 1959 polemizó con Nahuel Moreno a raíz de su posición favorable al envío de militantes a Cuba, país al que finalmente viajó en mayo de 1962. En La Habana se reencontró con Cooke y Eguren y los tres estuvieron reunidos el 25 de mayo con Tamara Bunke, Gustavo Rearte, Mario Roberto Santucho, Rodolfo Walsh, Paco Urondo, Juan García Elorrio y Jorge Ricardo Masetti. Bengochea se unió junto a otros compatriotas en una escuela de formación político-militar y en un plenario debatió con Ernesto Che Guevara sosteniendo que en la Argentina la acción armada debía desarrollarse en escenarios urbanos. Antes de volver a Argentina en junio de 1963 vía Brasil, acordó con Guevara  iniciar un frente guerrillero en Tucumán dentro del marco  del Ejército de Liberación Nacional que proyectaba el Che, que comprendía la guerrilla que comandaba Héctor Béjar en Perú y  Masetti en Salta, pero sin que Palabra Obrera dejara las bases que tenía  en ciudades como Buenos Aires, Rosario y Córdoba.
Bengochea consideraba que Palabra Obrera se estaba “sectarizando” por practicar una táctica demasiado obrerista y atada a la Cuarta Internacional en lugar de adoptar un enfoque radicalizado del cambio social a través de la lucha armada, haciéndose énfasis en el campesinado como sujeto revolucionario en países subdesarrollados. Por su parte Nahuel Moreno propuso a Palabra Obrera que, a pesar de las diferencias, se evite una ruptura admitiéndose que el Grupo Bengochea  ensaye la vía guerrillera. A raíz de esa polémica interna  renunció en una carta –que se publicó en el órgano partidario Palabra Obrera n° 345 (agosto 1963) titulada “A la Dirección Nacional de Palabra Obrera” y comenzó con una docena de militantes provenientes de la experiencia “entrista” de Palabra Obrera y de la Resistencia Peronista a configurar las  Fuerzas Armadas de la Revolución Nacional (FARN). En una conferencia clandestina dada en Montevideo adhirió como modelos de la guerrilla las  cubana, vietnamita, china y argelina. Organizó una serie de robos  a instituciones bancarias para ir adquiriendo con lo “expropiado” armas y explosivos  con vistas al proyectado foco guerrillero en Tucumán.
El arsenal se almacenó en el departamento 108 ubicado en el segundo cuerpo del edificio de Posadas 1168, en el Barrio Norte, una zona en la que muchos de los que vivían estaban en buena posición económica. El 21 de julio Bengochea y sus adherentes se aprestaban, al parecer, a mudarse en poco tiempo más a otra vivienda o a Tucumán, pues el contrato vencía en unos pocos días. Se sabe que uno de los militantes, Lázaro Feldman, dejó su automóvil estacionado  frente al edificio e ingresó en el departamento, produciéndose de inmediato, a las 15:23 horas, una explosión que derrumbó los siete pisos del segundo cuerpo del edificio. La hipótesis de los peritos policiales fue que los ocupantes del departamento, con un “conocimiento superficial sobre la peligrosidad de los elementos que se manipulaban”, estaban preparando granadas de mano y “un manipuleo incorrecto de los detonadores empleados durante el armado del sistema de iniciación produjera la explosión de uno de ellos, iniciándose la explosión, en un primer momento una granada, cuyo fogonazo de detonación produjo la reacción del depósito de pólvora”.
Además de los numerosos vecinos heridos, murieron Feldman y los otros cuatro militantes que estaban en el lugar, Raúl Reig, Carlos Schiavello, Hugo Pelino Santilli y Ángel Bengochea y también cuatro integrantes de una familia egipcio-argentina: Zaki El-Mangabadi, su esposa argentina María Isabel Falcón, su hijo Dan, de 2 años, e Ivone, hermana de Zaki. Durante las tareas de rescate una losa cayó sobre el bombero Carlos Gorlier y lo mató. Al remover los escombros fueron encontrados municiones, granadas, trasmisores de radio, planos de Buenos Aires y Tucumán, explosivos y armas que permitieron esclarecer el origen del hecho.